# 橋本道春
橋本 道春（はしもと みちはる、1980年2月15日 - ）は、日本の映像監督。福島県石川郡古殿町出身。株式会社オリーヴ代表取締役社長。

## 人物
福島県石川郡古殿町出身。古殿町立山上小学校、古殿町立古殿中学校、福島県立塙工業高等学校卒業。
20歳の頃、音楽をやるために上京した。東京都練馬区に住み、アルバイトで生計を立てていた。生活は楽ではなかったが、とりあえず暮らす分にはなんとかなるという実感を持ち、後々の人生に重要な観点を養った。その後、結婚を機に庄内（山形県飽海郡遊佐町）で暮らすことになった。
庄内では製造業の工場に勤務した。ある時、妹が友人の結婚式の余興で作った映像を見て衝撃を受けた。「個人で映像が作れる！」ということに究極のワクワクを覚え、結婚式の余興映像を軸に、企画・構成・撮影・編集まで全ての作業を1人で担当した。この頃から「映画監督になりたい！」という夢を持つようになった。
当時の庄内には映像会社の求人がなく、山形県飽海郡遊佐町で映像会社「スタジオ3186」を起業した。しばらくして映像の仕事の需要がへり、アルバイトで生計を立てる日々が続いた。その時、株式会社サンリキュール羽田社長との縁により社員になった。同時期に、仲良くなったお客さんや元工場の同僚などが集まり、株式会社オリーヴの創業メンバーが構成されていった。山形県酒田市に会社を引っ越すタイミングで株式会社オリーヴを設立した。

## 経歴

### 学歴・職歴
- 1993年3月：古殿町立山上小学校卒業
- 1996年3月：古殿町立古殿中学校卒業
- 1999年3月：福島県立塙工業高等学校卒業
- 「スタジオ3186」を起業
- 「スタジオオリーブ」に屋号を改名

- 2011年10月：株式会社オリーヴ設立

### 受賞歴
- 2014年11月：全国移住NAVIプロモーション 全国1位
- 2014年11月：フジテレビ「めざましテレビ」都道府県ランキング5位
- 2016年12月：第17回山形ふるさとCM大賞 大賞「遊佐町」
- 2017年8月：渋谷TANPEN映画祭ベスト30 「作りたての家族」
- 2017年11月：山形国際ムービーフェスティバル映画祭ベスト10 「作りたての家族」
- 2017年12月：第18回山形ふるさとCM大賞 大賞「遊佐町」（大賞2年連続受賞）
- 2018年11月：内閣府 未来を作る若者・オブ・ザ・イヤー
- 2024年5月：カンヌ国際映画祭オープニングナイト作品に選出「WILD BOYS」
- 2024年12月：第23回ふくしまふるさとCM大賞 最優秀賞「古殿町」

## 作品歴

### ミュージックビデオ
- 朝倉さや 「River Boat Song feat.GOMESS」「おかえり-manzumamake-」（出演:志賀廣太郎・太田美恵）「ゆらゆらゆらら」「ブルーチーズ」「River Boat Song」

### 短編映画
- 作りたての家族（2017年、監督）

| スタブアイコン | サブスタブ | この項目は、まだ閲覧者の調べものの参照としては役立たない、人物に関連した書きかけの項目です。この項目を加筆・訂正などしてくださる協力者を求めています（P:人物伝/PJ:人物伝）。 |